# Gulstrupig tangara
Gulstrupig tangara (Iridosornis analis) är en fågel i familjen tangaror inom ordningen tättingar.

## Utseende
Gulstrupig tangara är en mestadels blåaktig fågel med tydligt gul strupe. Vidare har den svart ansikte och roströd undergump. 

## Utbredning och systematik
Fågeln förekommer i Anderna i sydöstra Colombia, Ecuador och sydöstra Peru (Puno). Den behandlas som monotypisk, det vill säga att den inte delas in i några underarter.

## Levnadssätt
Gulstrupig tangara hittas i bergsbelägna molnskogar. Den håller sig ofta lågt, men kan ses födosöka högre upp i fruktbärande träd. Olikt många andra tangaror deltar den vanligen inte kringvandrande artblandade flockar.

## Status och hot
Arten har ett stort utbredningsområde, men tros minska i antal, dock inte tillräckligt kraftigt för att den ska betraktas som hotad. Internationella naturvårdsunionen IUCN listar arten som livskraftig (LC).